# Contea di River Cess
La contea di River Cess è una delle 15 contee della Liberia. Il capoluogo è Cesstos.
A partire dal 1887 l'area venne dichiarata un distretto della contea di Grand Bassa ed assunse lo status di territorio nel 1955; a partire dal 1976 ci furono diverse iniziative tendenti alla trasformazione di River Cess in una contea e la stessa venne infine istituita nel 1984.

## Geografia antropica

### Suddivisioni amministrative
La contea è divisa in 8 distretti:
- Bearwor
- Central River Cess
- Doedain
- Fen River
- Jo River
- Norwein
- Sam Gbalor
- Zartlahn